# Walter Sachs
Walter Sachs, född 15 februari 1891 i Berlin, var en tysk ishockeyspelare. Han var med i det tyska ishockeylandslaget som kom på delad åttondeplats i Olympiska vinterspelen 1928 i Sankt Moritz.